# Представнички дом Парламента Федерације Босне и Херцеговине
Представнички дом Парламента Федерације Босне и Херцеговине је доњи дом Парламента Федерације Босне и Херцеговине. Горњи дом је Дом народа.

## Дјелокруг
Одлуке Парламента Федерације Босне и Херцеговине захтијевају потврду оба дома (Представничког дома и Дома народа), осим за пословнике и декларације које домови самостално доносе.
Сваки дом треба да одбије или усвоји потребне законе у разумном року након њиховог усвајања у другом дому. Када премијер оцијени да један дом неоправдано одуговлачи, он може сазвати заједничку комисију, коју чини највише десет чланова из сваког дома, и која ће у року од десет дана утврдити предлог закона прихватљив за оба дома.
Када предсједник Федерације Босне и Херцеговине утврди да домови нису у могућности да донесу потребне законе, он може уз сагласност са потпредсједником Федерације да распусти један или оба дома, с тим да ниједан дом не може бити распуштен у периоду од годину дана од његовог првог сазивања. Такође, предсједник Федерације Босне и Херцеговине распушта оба дома кад они не успију донијети буџет Федерације прије почетка буџетске године.

## Састав
Представнички дом се састоји од 98 посланика који се бирају тајним гласањем на непосредним изборима, на територији цијеле Федерације Босне и Херцеговине. Најмање четири (4) члана једног конститутивног народа (Бошњаци, Хрвати, Срби) биће заступљено.
Мандат посланика у Представничком дому је четири године. Сваки бирач са правом гласа може бити посланик.
Посланици Представничког дома између себе бирају предсједавајућег и два потпредсједавајућа, који не могу бити из истог конститутивног народа или Осталих.